# Sanford River
Sanford River är ett vattendrag i Australien. Det ligger i delstaten Western Australia, omkring 500 kilometer norr om delstatshuvudstaden Perth.
Omgivningarna runt Sanford River är i huvudsak ett öppet busklandskap. Trakten runt Sanford River är nära nog obefolkad, med mindre än två invånare per kvadratkilometer. Genomsnittlig årsnederbörd är 219 millimeter. Den regnigaste månaden är juni, med i genomsnitt 36 mm nederbörd, och den torraste är oktober, med 4 mm nederbörd.